# Dime que me quieres
"Dime Que Me Quieres"é uma canção do cantor porto-riquenho Ricky Martin, lançada como quarto single oficial de seu primeiro álbum de estúdio, Ricky Martin (1991). A canção trata-se de um cover de "Bring A Little Lovin'" de Los Bravos, mas em espanhol.

## Formatos e lista de faixas
Latin America promotional 12" maxi-single
1. "Dime Que Me Quieres" (Radio Mix) – 3:00
2. "Dime Que Me Quieres" (Dance Mix B/W) – 5:41
3. "Dime Que Me Quieres" (Dance Mix) – 5:41
4. "Dime Que Me Quieres" (Album Version) – 3:16